# José Francisco del Montenegro
José Francisco del Montenegro (* 1800; † 11. August 1851 in Granada (Nicaragua)) war vom 5. August 1851 bis 11. August 1851 Director Supremo von Nicaragua.

## Leben
José Francisco del Montenegro war Mitglied der Partido Legitimista.
Am 15. Mai 1845, wurde José Francisco del Montenegro Außenminister im Kabinett von José León Sandoval. Am 5. August 1851 putschte José Trinidad Muñoz Fernández und José Laureano Pineda Ugarte ging mit seinem Kabinett von Léon nach Honduras und kam am 2. November 1851 nach Nicaragua zurück.
In Granada hatte José Francisco de Montenegro und am 11. August 1851 José de Jesús Alfaro das Amt des Supremo Director übernommen. In dieser Zeit reklamierten drei Personen das Amt des Director Supremo für sich: Pineda im Exil in Honduras, José Francisco del Montenegro in Granada und Justo Abaunza y Muñoz de Avilés in León. Francisco Castellón Sanabria schrieb diese Vorgänge Intrigen von José Jorge Viteri y Ungo zu.